# Taimyrhalbinsel

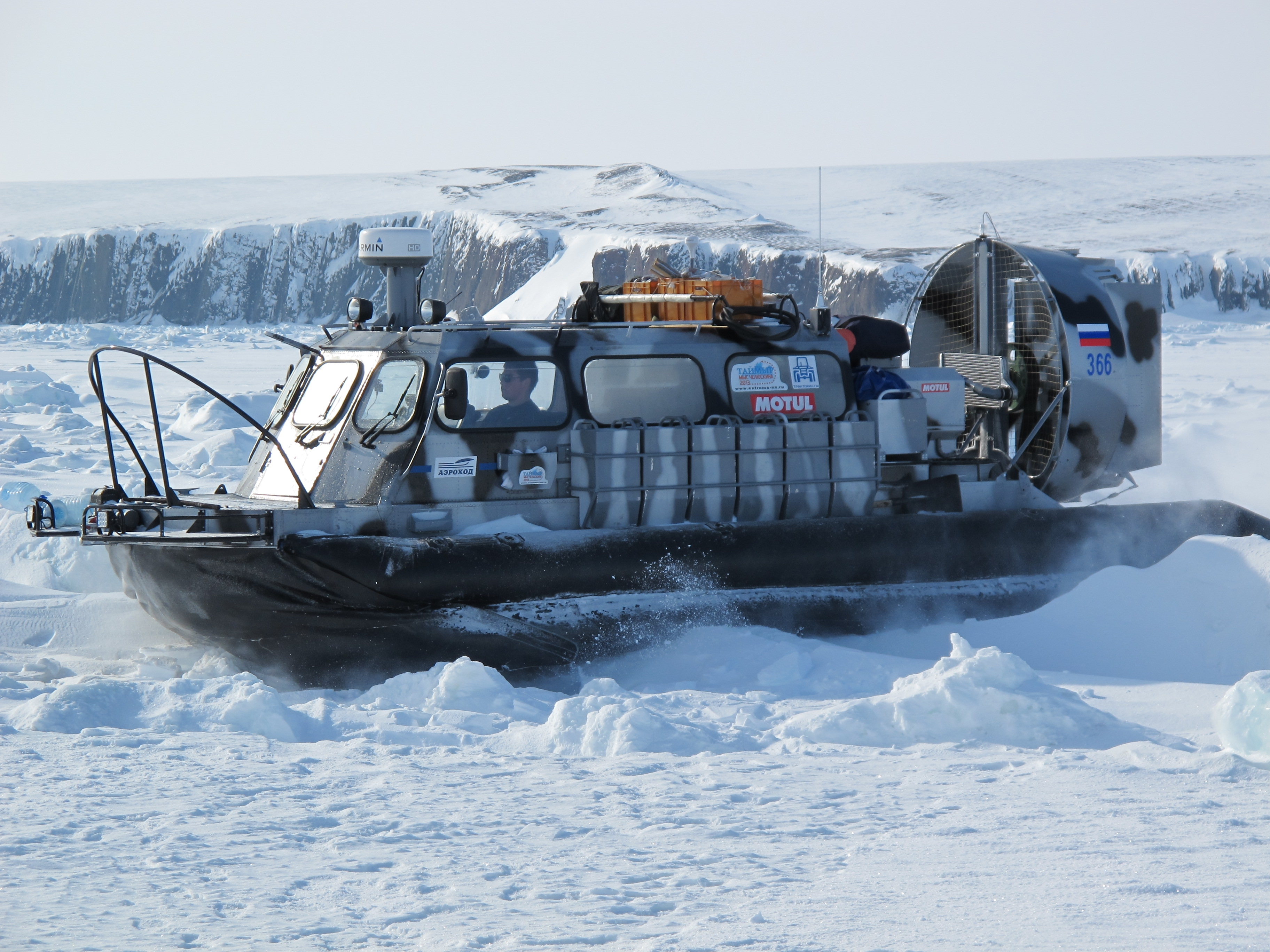
Expedition auf der Taimyrhalbinsel; Luftkissenboot Hivus-10 (2013)

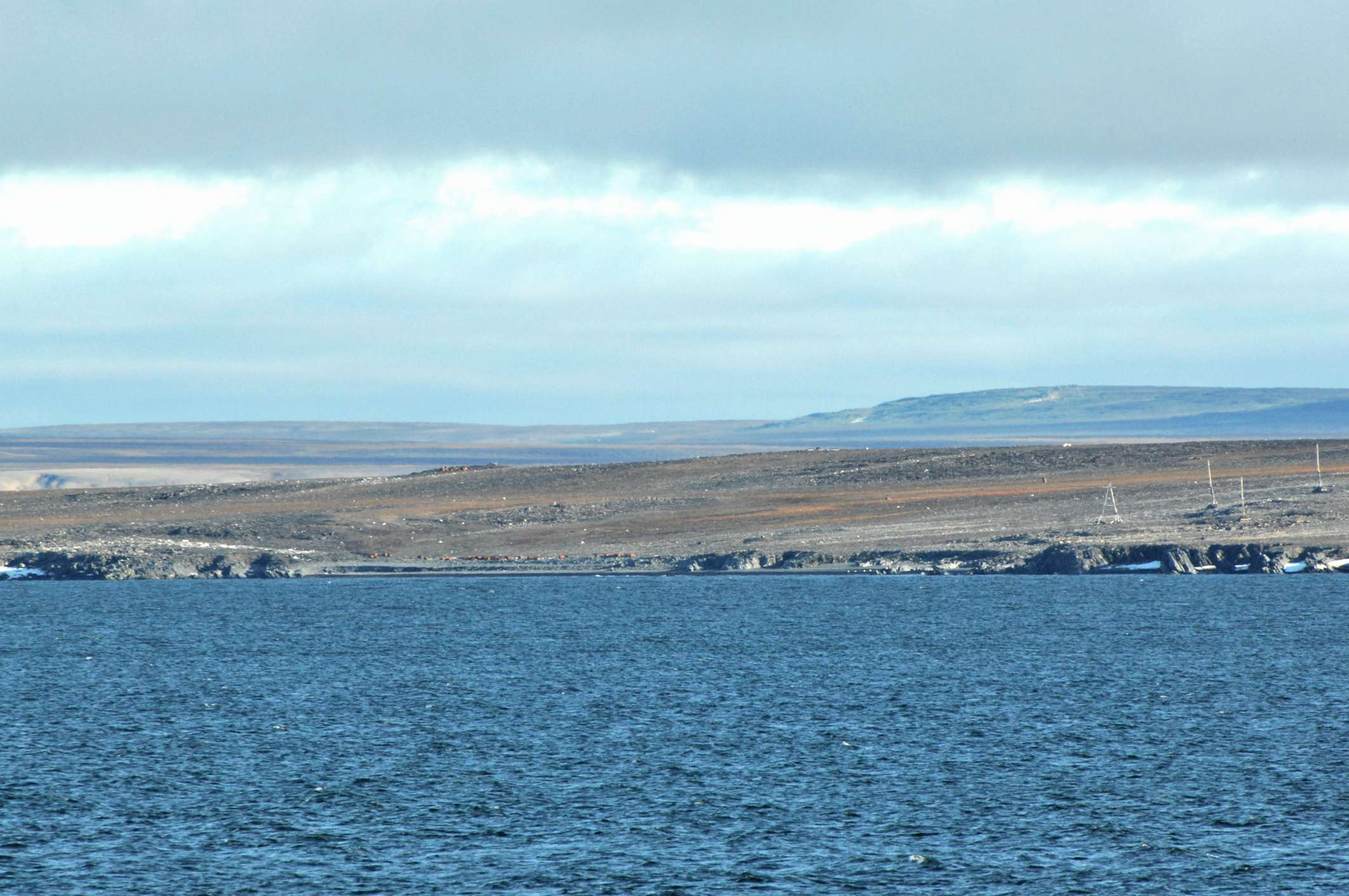
Taimyrhalbinsel – Kap Tscheljuskin:
nördlichste Festlandstelle der Erde und Asiens

Die Taimyrhalbinsel (russisch Таймы́рский полуо́стров Taimyrski poluostrow) ist eine etwa 400.000 km² große Halbinsel zwischen Kara- und Laptewsee (Nordpolarmeer) im Norden der Region Krasnojarsk (früher Autonomer Kreis Taimyr) sowie von Sibirien und Russland (Asien) und ist der nördlichste kontinentale Festlandteil der Erde.

## Geographische Lage
Die Taimyrhalbinsel liegt nördlich der Taimyrsenke, dem Mittelteil des Nordsibirischen Tieflands. Im Norden trennt sie die westliche Karasee von der östlichen Laptewsee, die zum arktischen Nordpolarmeer gehören. Ihre westliche Abgrenzung ist der kleine Ästuar (Trichtermündung) der Pjassina, maximal aber der Jenisseigolf als langgestreckter Ästuar des Jenissei, ihre südöstliche bildet der Chatangagolf als großer Ästuar der Chatanga.
Die Halbinsel trennt die Einzugsgebiete der westlichen Ströme Jenissei und Ob, die jeweils etwa 400 bzw. 800 km lange Mündungstrichter an der Karasee aufweisen, besonders von jenem der östlichen Lena, die weit jenseits des Chatangagolfs das große Lenadelta als Mündungsdelta in die Laptewsee ausbildet. Die konträren Mündungsformen dieser Ströme verraten manches über die wechselnden Strömungsverhältnisse, welche diese sibirischen Flüsse in der Kara- und Laptewsee verursachen, wodurch das hiesige Klima nachhaltig beeinflusst wird.
Die Halbinsel ist in West-Ost-Richtung maximal etwa 1050 km lang und in Nord-Süd-Richtung bis zu rund 520 km breit. Das in ihrem äußersten Norden befindliche Kap Tscheljuskin, das rund 1300 km jenseits des nördlichen Polarkreises liegt, stellt mit hügeligem Hinterland die nördlichste Festlandmasse der Erde dar, denn weiter nördlich liegen weltweit sonst nur noch Inseln im Nordpolarmeer. Im Rahmen des Kaps schiebt sich die Halbinsel bis auf die geographische Breite von 77,43° Nord in das Nordpolarmeer vor. Nördlich des Kaps, jenseits der Kara- und Laptewsee verbindenden Wilkizkistraße, befindet sich die Inselgruppe Sewernaja Semlja, die mit drei Hauptinseln die nördlichste Gegend Sibiriens darstellt.
Quer über die Halbinsel verläuft in Südwest-Nordost-Richtung das Byrrangagebirge, das nordöstlich des von der Taimyra in Süd-Nord-Richtung durchflossenen Taimyrsees etwa 1125 m Höhe erreicht. Die Halbinsel ist durch zahlreiche Fließgewässer gegliedert: Neben der Taimyra als längstem Fluss der Halbinsel fließen dort unter anderem auch die westliche Nowaja als Nebenfluss der Chatanga und die östliche Nowaja als Zufluss des Chatangagolfs. In der Landschaft mit vielen Sümpfen gibt es zudem Tausende Stillgewässer: Neben dem Taimyrsee als größtem See der Halbinsel liegen darin unter anderem auch Arylachsee, Kungasalachsee, Loewinson-Lessing-See und Portnjaginosee.

## Besiedlung und Klima
Ortschaften liegen nur südlich der Taimyrhalbinsel, entlang der Flüsse und deren Mündungen in andere Flüsse bzw. Meeresteile. Ursache dafür sind die schwierigen Verkehrsverbindungen zu Lande während des Sommers, wenn die Gebiete mit Permafrostboden oberflächlich antauen. Die Winter sind lang und extrem kalt, die Sommer kurz, kalt und oft nebelreich mit Julimitteln um 5 °C.
Während die Halbinsel von Jägern der Urbevölkerung schon früh durchstreift wurde und die Tolstouchow-Expedition 1689 dorthin kam, sind die vorgelagerten Inseln Sewernaja Semljas von der von Boris Wilkizki geleiteten Hydrographischen Expedition des Nördlichen Eismeers erst im September 1913 auf der Suche nach einer sommerlich eisfreien Nordostpassage entdeckt worden.

## Flora und Fauna
Die Taimyrhalbinsel und die vorgelagerten Meeresgewässer der Kara- und Laptewsee stellen eine vom Menschen noch wenig berührte, große Wildnis dar. Das Areal umfasst Tundra mit Moosen und Flechten und arktische Kälte- und Frostschuttwüsten, welche die Heimat von Eisbär, Rentier, Moschusochse, Walross und Weißwalen (Beluga) sind. Im Sommer nisten hier Millionen von Meeresvögeln.
Die Rentierherde der Halbinsel ist die größte weltweit. Die Anzahl ihrer Tiere (je nach Systematik als Rangifer tarandus sibericus geführt, oder aber als Form von Rangifer tarandus tarandus) schwankt seit 1970 zwischen 400.000 und 1.000.000. Im Winter zieht die Herde nach Süden; ihre Winterweidegründe liegen südlich und südöstlich der Halbinsel.
Die Halbinsel war das letzte Refugium für Moschusochsen in Eurasien, bevor die Art auf diesem Kontinent ausstarb. Die jüngsten gefundenen Fossilien sind um die 2700 Jahre alt. 1974 und 1975 wurde auf der Halbinsel eine Herde von 30 Moschusochsen aus Kanada und Alaska erfolgreich wiederangesiedelt. 2010 war die Anzahl auf 6500 angewachsen, 2012 auf 8000.

## Schutzgebiete

### Großes Arktisches Schutzgebiet
Auf der Taimyrhalbinsel liegen Teile des Großen Arktischen Schutzgebiets (Bolschoi Arktitscheski Sapowednik), ein 1993 gegründetes Naturreservat, das 41.692 km² Land- und Meeresgebiete aufweist. Derzeit ist es Russlands größtes Schutzgebiet (Sapowednik), und es hat eine artenreiche Fauna. Darin leben etwa 4000 indigene Dolganen und Nganasanen, die dort traditionell jagen, fischen und Rentiere züchten.

### Taimyr-Schutzgebiet
Zudem gibt es auf der Taimyrhalbinsel seit dem 23. Februar 1979 das Taimyr-Schutzgebiet (Taimyrski Sapowednik), das 1995 von der UNESCO den Status eines Biosphärenreservats erhielt. Seine Verwaltung befindet sich im Dorf Chatanga, das am gleichnamigen Fluss liegt. Der Komplex besteht aus fünf Einzelgebieten. Das Haupt-Tundragebiet (13.240,42 km²) des Reservats liegt direkt westlich des Taimyrsees unter Einschluss einiger westlicher Seeausläufer. Am östlichen Seeufer erstreckt sich das Bikada-Schutzgebiet (9377,6 km²). An der Ostküste der Halbinsel befindet sich das Arktik-Gebiet (4332,2 km²). In der Nähe des Flusses Chatanga liegen die Gebiete Ari-Mas (156,11 km²) und, jenseits des Flusses und damit nicht mehr auf der Halbinsel, Lukunski (90,55 km²). Im Dorf Chatanga kann man sich im 1993 gegründeten Museum über die Natur und Ethnografie des Staatlichen Biosphärenreservates „Taimyrer“ über die Siedlung, das traditionelle Nomadenleben und den Naturraum informieren.